# すばる (雑誌)
『すばる』は、集英社が刊行する文芸雑誌である。1970年に創刊されたときは季刊誌であったが、1976年9月刊の第25号から隔月刊となり、1979年5月号から月刊になった。月刊化に伴い、B5判から現在のA5判に判型を変更した。集英社の純文学部門を担う位置付けとされており、同社の『小説すばる』が大衆小説部門を担っているのと対をなす。毎年11月号ですばる文学賞の発表がある。
この『すばる』と、『新潮』（新潮社発行）、『文學界』（文藝春秋発行）、『群像』（講談社発行）、『文藝』（河出書房新社発行、季刊誌）は「五大文芸誌」と呼ばれ、これらに掲載された短編・中編が芥川賞の候補になることが多い。
『すばる』に掲載されて芥川賞を受賞した作品は、三木卓「鶸」（第69回）、金原ひとみ「蛇にピアス」（第130回）、田中慎弥「共喰い」（第146回）、古川真人「背高泡立草」（第162回）の4作品である。
2023年6月号は同誌月刊化以来「初の重版」となった（初版5千部＋増刷1万部）。同号の特集には『魔道祖師』の作者・墨香銅臭と作家・綿矢りさとの対談などが掲載された。

## 歴代編集長
- 安引宏（1970年 - 1973年）
- 大波加弘（1973年 - 1976年）
- 水城顕（石和鷹）（1976年 - 1985年）
- 山崎隆芳（1985年 - 1986年）
- 治田明彦（1986年 - 1989年）
- 加藤康男（1989年 - 1991年）
- 狩野伸洋（1991年 - 1994年）
- 加藤康男（1994年 - 1995年）
- 狩野伸洋（1995年 - 1996年）
- 辻村博史（1996年 - 1997年）
- 片柳治（1997年 - 2004年）
- 長谷川浩（2004年 - 2007年）
- 池田千春（2007年 - 2012年）
- 清田央軌（2012年 - 2016年）
- 羽喰涼子（2016年 - 2019年）
- 鯉沼広行（2019年 - ）